# Акбасты (село)
Акбасты (каз. Ақбасты) — село в Аральском районе Кызылординской области Казахстана. Административный центр и единственный населённый пункт Куландинского сельского округа. Код КАТО — 433247100.
В середине XX века стояло на западном берегу пролива Аузы-Кокарал.

## Население
В 1999 году население села составляло 511 человек (256 мужчин и 255 женщин). По данным переписи 2009 года, в селе проживал 491 человек (258 мужчин и 233 женщины).